# 東光寺 (川口市)
東光寺（とうこうじ）は、埼玉県川口市にある真言宗智山派の寺院。なお、当寺の約3キロメートル南南西の同市江戸袋に、院号が類似する東光院がある。そちらの寺も真言宗智山派である。

## 歴史
1513年（永正9年）、永乗法印によって開山された。近くの密蔵院の末寺である。
当寺の境内には、高野槙の大木がある。また当寺の周辺は太古の昔から人が居住していたらしく、「東光寺遺跡」と呼ばれる先史時代の遺跡がある。

## 交通アクセス
- 路線バス峯後停留所より徒歩8分。